# ألان هيل (لاعب كرة قدم مواليد 1955)
ألان هيل (بالإنجليزية: Alan Hill)‏ هو لاعب كرة قدم بريطاني في مركز الدفاع، ولد في 22 يونيو 1955 في تشستر في المملكة المتحدة. لعب مع نادي ريكسهام.